# Desiree Ellis
Desiree Ellis là một cầu thủ bóng đá nữ đã nghỉ hưu ở Nam Phi và chơi bóng trong vai trò tiền vệ. Cô chơi bóng cho đội Spurs Ladies. Cô là thành viên sáng lập của đội tuyển bóng đá nữ quốc gia Nam Phi và là đội trưởng thứ hai của đội tuyển quốc gia.

## Sự nghiệp quốc tế
Ellis đi xét duyệt để trở thành thành viên đội tuyển bóng đá nữ quốc gia và đã vượt qua bài kiểm tra này và cô sẽ góp mặt trong trận đấu quốc tế đầu tiên của đội. Cô thi đấu với Swaziland ở tuổi 30, trận đấu đáng chú ý diễn ra vào ngày 30 tháng 5 năm 1993 khi đội tuyển đã giành chiến thắng 14-0. Ellis lập hat-trick với hai cầu thủ khác.
Trong vòng loại World Cup 1995, Nam Phi đã đánh bại Zimbabwe, Zambia và Angola với các tỉ số ấn tượng lần lượt là: 10-1, 11-5 và 6-4 nhưng kết thúc giải đấu khi bị Nigeria đánh bại 11-2. Khi Nam Phi đăng cai Giải vô địch Phụ nữ Châu Phi năm 2000, cô trở thành đội trưởng của đội bóng sau này trở thành á quân của giải. Năm 2000, Ellis được đề cử cùng với Mercy Akide và Florence Omagbemi cho danh hiệu Cầu thủ bóng đá nữ châu Phi của năm.
Ellis đã được công nhận cho các đóng góp của cô cho bóng đá trong cùng năm khi cô nhận được một giải thưởng thể thao Tổng thống Bạc. Cô cũng đã dẫn dắt đội đến chiến thắng Cosaha Cup 2002. Trong 32 lần khoác áo Nam Phi, cô đã thắng 23 trận, chỉ thua bảy và hòa hai. Cô đã rút khỏi sự nghiệp bóng đá vào tháng 4 năm 2002 ở tuổi 38.